# 영국 백작
백작(伯爵, earl)은 앵글로색슨의 귀족 작위이다. 스칸디나비아의 부족장을 의미하는 야를(jarl)과 형태가 유사하다. 스칸디나비아의 야를은 이후 중세를 거치면서 공작(hertig/hertug)으로 대체되었고, 브리튼의 earl은 유럽 대륙의 백작(count)과 동격이 되었다.